# ホームエクスチェンジ
ホーム・エクスチェンジとは、お互いの家を交換し合い旅行する旅のかたちのこと。旅行する際に、自分の滞在予定地に住んでいる者が、同じ日程で自分の居住地への旅行を計画していることで成り立つ。
この仕組みの最大の利点は、宿泊費を支払う必要がないことである。自動車等の附帯物の利用が、可能な場合もある。また、まるで居住者のように生活することができ、異文化を体験できることも魅力のひとつである。しかしながら、各種条件を満たす旅行者を知人の中から探し出すことは極めて難しいことから、インターネット上の会員マッチングサービスを利用することが、一般的となっている。
欧米では歴史も有り、かなり浸透してきており、利用者は数万人から数十万人に及ぶとされている。2006年にはホームエクスチェンジを題材としたキャメロン・ディアス主演映画『ホリデイ』も公開されている。

## 「ホーム・エクスチェンジ」を題材にした作品
映画
- カウチ・イン・ニューヨーク Un divan à New York / A Couch in New York （1996年）
- ホリデイ The Holiday （2006年）